# Helluomorphoides latitarsis
Helluomorphoides latitarsis är en skalbaggsart som beskrevs av Thomas Casey. Helluomorphoides latitarsis ingår i släktet Helluomorphoides och familjen jordlöpare. Inga underarter finns listade i Catalogue of Life.